# Discografia di Carly Rae Jepsen
Di seguito è riportata la discografia di Carly Rae Jepsen.

## Album
| Anno                                                                                           | Titolo             | Classifica | Classifica | Classifica | Classifica | Classifica | Classifica | Classifica | Classifica | Classifica |
| Anno                                                                                           | Titolo             | CAN        | AUS        | BEL (FL)   | DEN        | GER        | ITA        | NZ         | UK         | USA        |
| ---------------------------------------------------------------------------------------------- | ------------------ | ---------- | ---------- | ---------- | ---------- | ---------- | ---------- | ---------- | ---------- | ---------- |
| 2008                                                                                           | Tug of War         | —          | —          | —          | —          | —          | —          | —          | —          | —          |
| 2012                                                                                           | Kiss               | 5          | 8          | 15         | 26         | 22         | 31         | 6          | 9          | 6          |
| 2015                                                                                           | Emotion            | 8          | 37         | 59         | —          | 73         | —          | 35         | 21         | 16         |
| 2019                                                                                           | Dedicated          | 16         | 33         | —          | —          | —          | —          | 40         | 26         | 18         |
| 2020                                                                                           | Dedicated Side B   | 58         | —          | —          | —          | —          | —          | —          | 42         | —          |
| 2022                                                                                           | The Loneliest Time | 18         | 62         | 180        | —          | —          | —          | 37         | 16         | 19         |
| 2023                                                                                           | The Loveliest Time | —          | —          | —          | —          | —          | —          | —          | —          | —          |
| "—" indica che quel singolo non si è classificata o non è stata pubblicata in quel territorio. |                    |            |            |            |            |            |            |            |            |            |

## EP
| Anno                                                                                           | Titolo          | Classifica | Classifica | Classifica | Classifica |
| Anno                                                                                           | Titolo          | CAN        | AUS        | UK         | USA        |
| ---------------------------------------------------------------------------------------------- | --------------- | ---------- | ---------- | ---------- | ---------- |
| 2004                                                                                           | Dear You        | —          | —          | —          | —          |
| 2012                                                                                           | Curiosity       | 6          | —          | —          | —          |
| 2016                                                                                           | Emotion Side B  | 55         | 74         | 182        | 62         |
| 2019                                                                                           | Spotify Singles | —          | —          | —          | —          |
| "—" indica che quel singolo non si è classificata o non è stata pubblicata in quel territorio. |                 |            |            |            |            |

## Singoli
| Anno                                                                                           | Titolo                                      | Classifica | Classifica | Classifica | Classifica | Classifica | Classifica | Classifica | Classifica | Classifica | Certificazioni | Album              |
| Anno                                                                                           | Titolo                                      | CAN        | AUS        | BEL (FL)   | DEN        | GER        | ITA        | NZ         | UK         | USA        | Certificazioni | Album              |
| ---------------------------------------------------------------------------------------------- | ------------------------------------------- | ---------- | ---------- | ---------- | ---------- | ---------- | ---------- | ---------- | ---------- | ---------- | --- | ------------------ |
| 2008                                                                                           | Sunshine on My Shoulders                    | —          | —          | —          | —          | —          | —          | —          | —          | —          | | Tug of War         |
| 2008                                                                                           | Tug of War                                  | 36         | —          | —          | —          | —          | —          | —          | —          | —          | - CAN: Oro | Tug of War         |
| 2009                                                                                           | Bucket                                      | 32         | —          | —          | —          | —          | —          | —          | —          | —          | - CAN: Oro | Tug of War         |
| 2009                                                                                           | Sour Candy                                  | —          | —          | —          | —          | —          | —          | —          | —          | —          | | Tug of War         |
| 2011                                                                                           | Call Me Maybe                               | 1          | 1          | 2          | 1          | 3          | 2          | 1          | 1          | 1          | - CAN: Diamante - AUS: Platino (15) - BEL: Platino - DEN: Platino (4) - GER: Oro (5) - JPN: Million - NZL: Platino (3) - UK: Platino (3) - USA: Diamante | Curiosity / Kiss   |
| 2012                                                                                           | Curiosity                                   | 18         | —          | —          | —          | —          | —          | —          | —          | —          | - CAN: Oro | Curiosity          |
| 2012                                                                                           | Good Time                                   | 1          | 5          | 6          | 17         | 11         | 27         | 1          | 5          | 8          | - AUS: Platino (4) - BEL: Oro - DEN: Platino (2) - GER: Oro - JPN: Platino (2) - NZL: Platino (2) - UK: Platino - USA: Platino (2)                       | Kiss               |
| 2012                                                                                           | This Kiss                                   | 23         | —          | —          | —          | 64         | —          | 39         | 166        | 86         | | Kiss               |
| 2013                                                                                           | Tonight I'm Getting Over You                | 88         | 38         | —          | 27         | —          | —          | 40         | 33         | 90         | - DEN: Oro | Kiss               |
| 2013                                                                                           | Take a Picture                              | —          | —          | —          | —          | —          | —          | —          | —          | —          | | —                  |
| 2015                                                                                           | I Really Like You                           | 14         | 37         | 43         | 7          | 15         | 42         | 25         | 3          | 39         | - CAN: Oro - AUS: Platino - DEN: Oro - GER: Oro - JPN: Platino (2) - UK: Platino - USA: Platino                                                          | Emotion            |
| 2015                                                                                           | Run Away with Me                            | 83         | 100        | —          | —          | —          | —          | —          | 58         | —          | - UK: Argento | Emotion            |
| 2015                                                                                           | Your Type                                   | —          | —          | —          | —          | —          | —          | —          | —          | —          | | Emotion            |
| 2017                                                                                           | Cut to the Feeling                          | —          | —          | —          | —          | —          | —          | —          | —          | —          | - JPN: Oro | Emotion: Side B+   |
| 2018                                                                                           | Party for One                               | 100        | —          | —          | —          | —          | —          | —          | —          | —          | | Dedicated          |
| 2019                                                                                           | Now That I Found You                        | —          | —          | —          | —          | —          | —          | —          | —          | —          | | Dedicated          |
| 2019                                                                                           | No Drug Like Me                             | —          | —          | —          | —          | —          | —          | —          | —          | —          | | Dedicated          |
| 2019                                                                                           | Too Much                                    | —          | —          | —          | —          | —          | —          | —          | —          | —          | | Dedicated          |
| 2019                                                                                           | OMG                                         | —          | —          | —          | —          | —          | —          | —          | —          | —          | | Gravity            |
| 2019                                                                                           | Lalala (Remix)                              | —          | —          | —          | —          | —          | —          | —          | —          | —          | | —                  |
| 2020                                                                                           | Let's Be Friends                            | —          | —          | —          | —          | —          | —          | —          | —          | —          | | Dedicated Side B   |
| 2020                                                                                           | It's Not Christmas Till Somebody Cries      | —          | —          | —          | —          | —          | —          | —          | —          | —          | | —                  |
| 2022                                                                                           | Western Wind                                | —          | —          | —          | —          | —          | —          | —          | —          | —          | | The Loneliest Time |
| 2022                                                                                           | Move Me (con Lewis OfMan)                   | —          | —          | —          | —          | —          | —          | —          | —          | —          | | —                  |
| 2022                                                                                           | Beach House                                 | —          | —          | —          | —          | —          | —          | —          | —          | —          | | The Loneliest Time |
| 2022                                                                                           | Talking to Yourself                         | —          | —          | —          | —          | —          | —          | —          | —          | —          | | The Loneliest Time |
| 2022                                                                                           | The Loneliest Time (feat. Rufus Wainwright) | —          | —          | —          | —          | —          | —          | —          | —          | —          | | The Loneliest Time |
| 2023                                                                                           | Shy Boy                                     | —          | —          | —          | —          | —          | —          | —          | —          | —          | | The Loveliest Time |
| "—" indica che quel singolo non si è classificata o non è stata pubblicata in quel territorio. |                                             |            |            |            |            |            |            |            |            |            | |                    |